# Михаил Маджаров (свещеник)
 Тази статия е за свещеника Михаил Маджаров.  За неговия внук Михаил Маджаров вижте Михаил Маджаров.  
Михаил Димитров Маджаров е виден копривщенски свещеник, дядо на Михаил Маджаров, протойерей и архийерейски наместник в Копривщица. Според неговия руски паспорт бащиното му име е Димитриевич, а баща му е записан с името Динчо (Димитри).
Преди да се запопи, младият Михаил е изпратен в Бесарабия от баща си да закупи „домазлък“ – овце, които да развъжда по безкрайните простори там. По пътя преминава с баща си в 1808 г. руско-турската граница при гр. Херсон. За пет години престой той успява да изучи скотовъдството в тамошните условия. Напреднал и придобил авторитет в това поприще толкова, че дори се кани да се сроди с местен помешчик. За неговата дейност в Бесарабия има добри условия, тъй като пашата е безплатна. За огорчение на Михаил, един ден при него пристига баща му с неотменното си решение да го прибере обратно в Копривщица.
На двадесет и пет годишна възраст, след като се прибира в родния си край Михаил Маджаров се жени, и като знаещ наизуст „наустницата“, голямото и малкото „повечерие“, а и други молитви, е поканен от копривщенските първенци да стане свещеник. Смятало се, че поради владеенето на руски език е по-образован от останалите си събратя. Младият поп се отдава на изучаването на църковнославянския език, така че в един момент той става един измежду най-добрите четци в черковата.
През дългата си практика като свещеник, поп Михал извършва просветителска дейност всред благочестивото население на село Копривщица. Често той събира на сказки вярващите за житията на християнските светци, които познава издъно. Нерядко дава разяснения на училищните даскали относно произношението на някои руски думи и тяхното значение. Освен за религиозното просвещение на населението, свещеникът се грижел и за неговото нравствено повдигане. Подредбата на църковният живот и в двете църкви в Копривщица дължи своето устройство до голяма степен, благодарение на над осемдесет годишната си възраст и усилена свещеническа дейност на поп Михаил Маджаров. Рядко от издадените по това време български книги може в списъка със спомосъществувателите (дарители) да не фигурира неговото име. Паството в селото било изповядвано от двама „титуляри“ калугери – единият от Светогорския манастир (по традиция носи името Дядо Духовник), а другият от Рилския манастир. Благодарение на своят авторитет пред населението, поп Михаил добил това право по заслуги.
| „ | Десетилѣтия следъ туй въ Коприщица е билъ твърде популяренъ изразътъ: „Попъ Михальо каза тъй“ и него сѫ го употрѣбявали всѣкога, когато сѫ искали да кажатъ, че известно положение по църковното устройство било затвърдено отъ традицията. | “ |

На преклонна възраст, със запазено душевно и телесно здраве свещеник Михаил Димитров Маджаров при даването на последната утеха на свой енориаш, болен от холера се заразява със заболяването и почива след няколко дена на осемдесет и пет годишна възраст.